# داميان أوبراين
داميان أوبراين (بالإنجليزية: Damian O'Brien)‏ هو مدرب كرة قدم أيرلندي، ولد في 1980 في Donohill ‏ في جمهورية أيرلندا.